# Polícia Civil do Estado de São Paulo
A Polícia Civil do Estado de São Paulo (PCESP) é a polícia judiciária investigativa do estado de São Paulo, Brasil, órgão do sistema de segurança pública ao qual compete, ressalvada a competência específica da União, as atividades de polícia judiciária e de apuração (investigação) das infrações penais, exceto as de natureza militar.
Está subordinada ao Governador do Estado, integra a estrutura da Secretaria da Segurança Pública e é dirigida pelo Delegado Geral de Polícia.

## História

### O policiamento volante
Em 25 de janeiro de 1554, funda-se a Cidade de São Paulo, junto ao Colégio erigido no promontório de Piratininga.
Logo surgiu a necessidade de defesa do novo povoado, cuja ameaça advinda de corsários do Velho Mundo fizera dos portos habitados vítimas de pilhagens frequentes. As estradas longas e desertas por onde se faziam as comunicações e se transportavam víveres eram objeto da ação de salteadores. A primeira linha de defesa era feita por soldados que integravam a tropa de 300 militares vindos com Martin Afonso, que agiam policialmente. Cedo a eles se juntou o policiamento voluntário dos principais moradores da vila, formando pelotões esporádicos contra as pilhagens, o assédio dos silvícolas e outras ameaças ao planalto paulistano.

### O Senado da Câmara

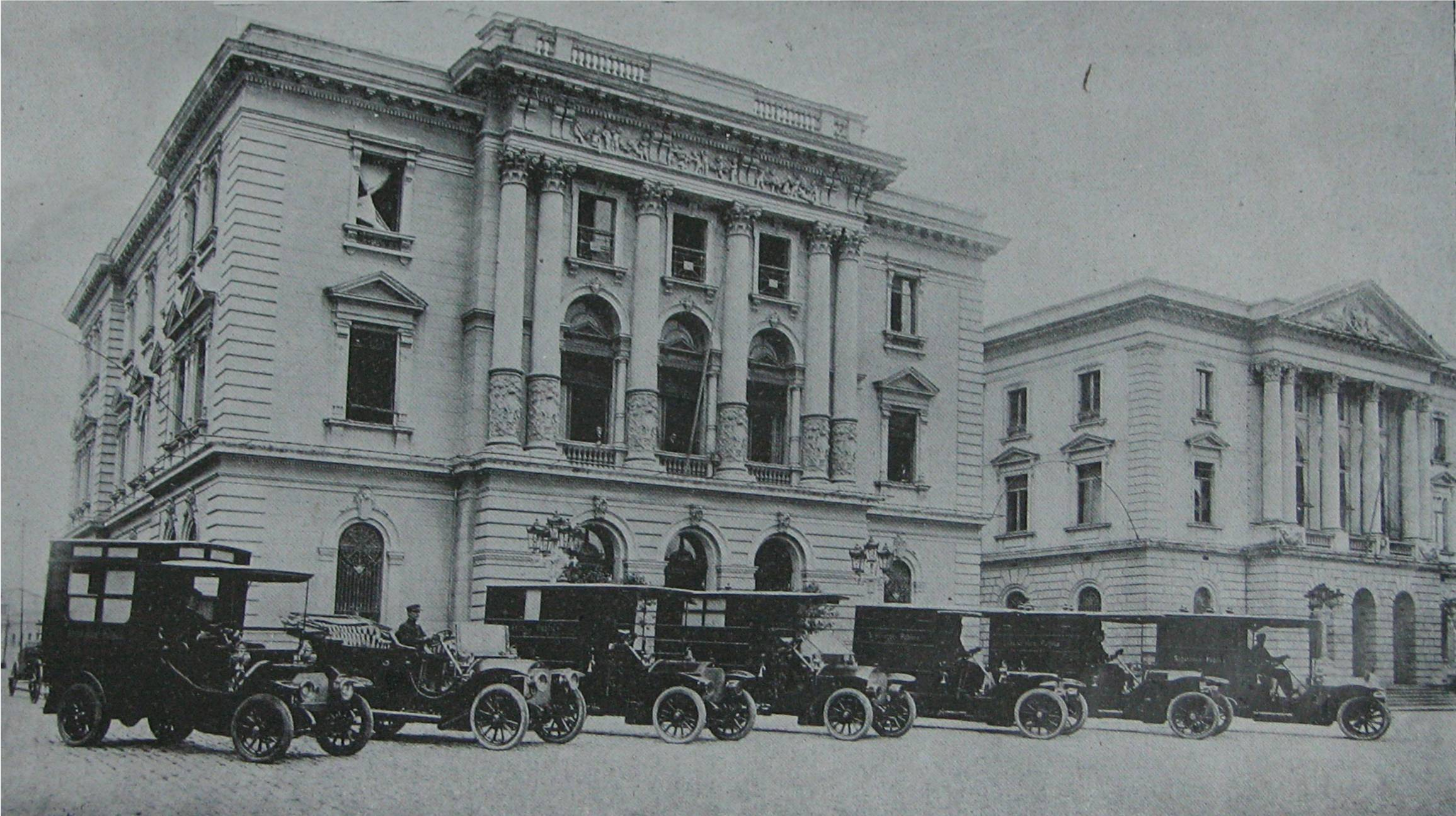
Viaturas da Polícia Civil, formadas diante da Central de Polícia - 1910

Nos primeiros tempos paulistanos cabia ao Senado da Câmara as posturas e a ordem pública, pois tinham atribuições jurídico-policiais e político-administrativas. Enfeixavam, portanto, responsabilidades relacionadas com a prestação judiciária, policial e administrativa. Entre os prédios preservados que abrigavam as Câmaras do período colonial é comum a existência de prisões no pavimento térreo.

### Alcaides
A esfera da atuação dos alcaides paulistas era ampla e se estendia além das funções de agentes da autoridade da polícia, ou precursores de agentes de polícia judiciária. Por determinação dos Oficiais da Câmara (vereadores) faziam a penhora das pessoas que estavam condenadas às penas pecuniárias, citavam os denunciados, davam buscas e procediam apreensões, exerciam a fiscalização e realizavam cobranças; executavam os mandados de prisão que a Câmara ordenava, ocasião em que se faziam acompanhar por um escrivão, notificavam as testemunhas para depor e as conduziam para esse fim, notificavam, ainda, as pessoas a quem os Oficiais da Câmara davam alguma incumbência.

### Somaneiros e quadrilheiros
No ano de 1596, a necessidade de defender a Vila da ação dos marginais, da sensação de insegurança em que a população se encontrava, determinou o aparecimento dos Somaneiros, homens que se encarregariam do policiamento dito civil do povoado, no curso das semanas ou somanas, como se dizia na época, donde a denominação que receberam.
Em 1620, os somaneiros foram substituídos pelos quadrilheiros, regulamentados pelas Ordenações Filipinas de 1603, que dispunha para todas as cidades, vilas e lugares a presença desses quadrilheiros "para que melhor se prendam os malfeitores", estendendo, assim, o policiamento civil para todos os domínios lusitanos. Sorteados dentre os moradores de uma quadra, deveriam servir pelo período de três anos.
Foram substituídos em 31 de março de 1742 pela Guarda Municipal, pedestre e policial, cujos agentes públicos eram mais adaptados às novas exigências sociais, já que os paulistanos não receberam bem a ideia dos quadrilheiros.

### Capitães-mores
A indisciplina generalizada no território da Colônia no século XVIII, quer entre milicianos, mineradores, escravos fugitivos e silvícolas, fez com que o Governador Antônio Luiz Távora, Conde de Sarzedas, seguindo instruções reais, baixasse um Regimento disciplinando a ação dos Capitães-mores, Sargentos-mores e Capitães das entradas, alcunhados de capitães do mato, para atuarem não apenas nas áreas de mineração da Capitania, mas na própria cidade de São Paulo. Iniciava-se uma nova modalidade de ação policial, a da busca, estrada afora, reduto segregacional adentro, daqueles que se internavam nas matas fechadas, quase inacessíveis.

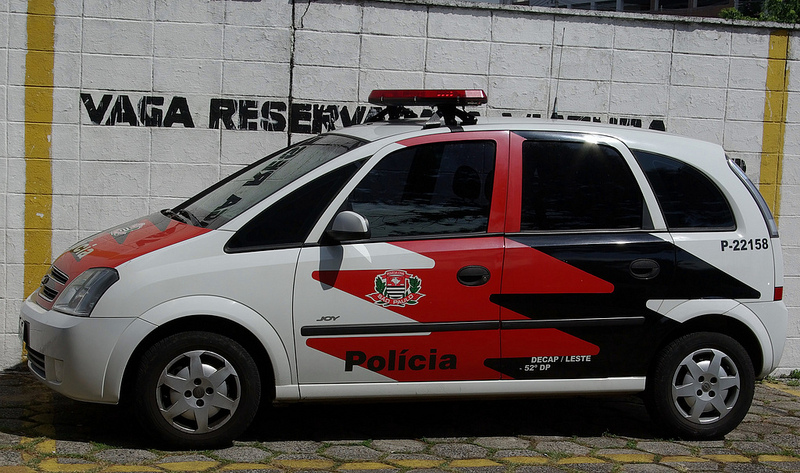
Veículo da frota de 2011

### Ordenanças ou corpos de milícias
O Capitão-mor das Ordenanças, milícia posteriormente denominada Guarda Nacional, era o Delegado de Polícia, que dirigia a localidade, mantendo-a em paz, prevenindo os crimes e prendendo os criminosos. Mandava e era obedecido em tudo que se relacionasse com a ordem pública e o sossego da população. Segundo os historiadores, "graças a esses homens corajosos e dispostos é que o pais foi se civilizando, libertando-se dos maus elementos, afeiçoando-se à senda do progresso"

### 1808 - Intendência Geral de Polícia
Criada no Rio de Janeiro, a 10 de maio de 1808 (e com ela nascendo a instituição que posteriormente viria a ser denominada de Polícia Civil), estendeu a sua influência à todo território brasileiro disciplinando práticas diversas da sociedade em todos os pontos do país e tornando presente a existência do estado para coibir um atentado, uma ameaça ou um crime, disseminando novo padrão de segurança à população, na forma do Alvará do Rei de Portugal de 10 de maio. Entre as alterações estabelecidas pela Intendência Geral de Polícia da Corte e do Estado do Brasil destacou-se a nova organização policial do país, assim estruturada:
- O Intendente Geral, sediado na Corte (capital do Reino);
- Delegados do Intendente Geral em cada Província;
- Comissários subordinados aos Delegados Provinciais, nos Distritos Policiais das Províncias;
- Cabos de Polícia, subordinados aos Comissários, chefes dos distritos policiais.

### Regulamento nº 120, de 1841

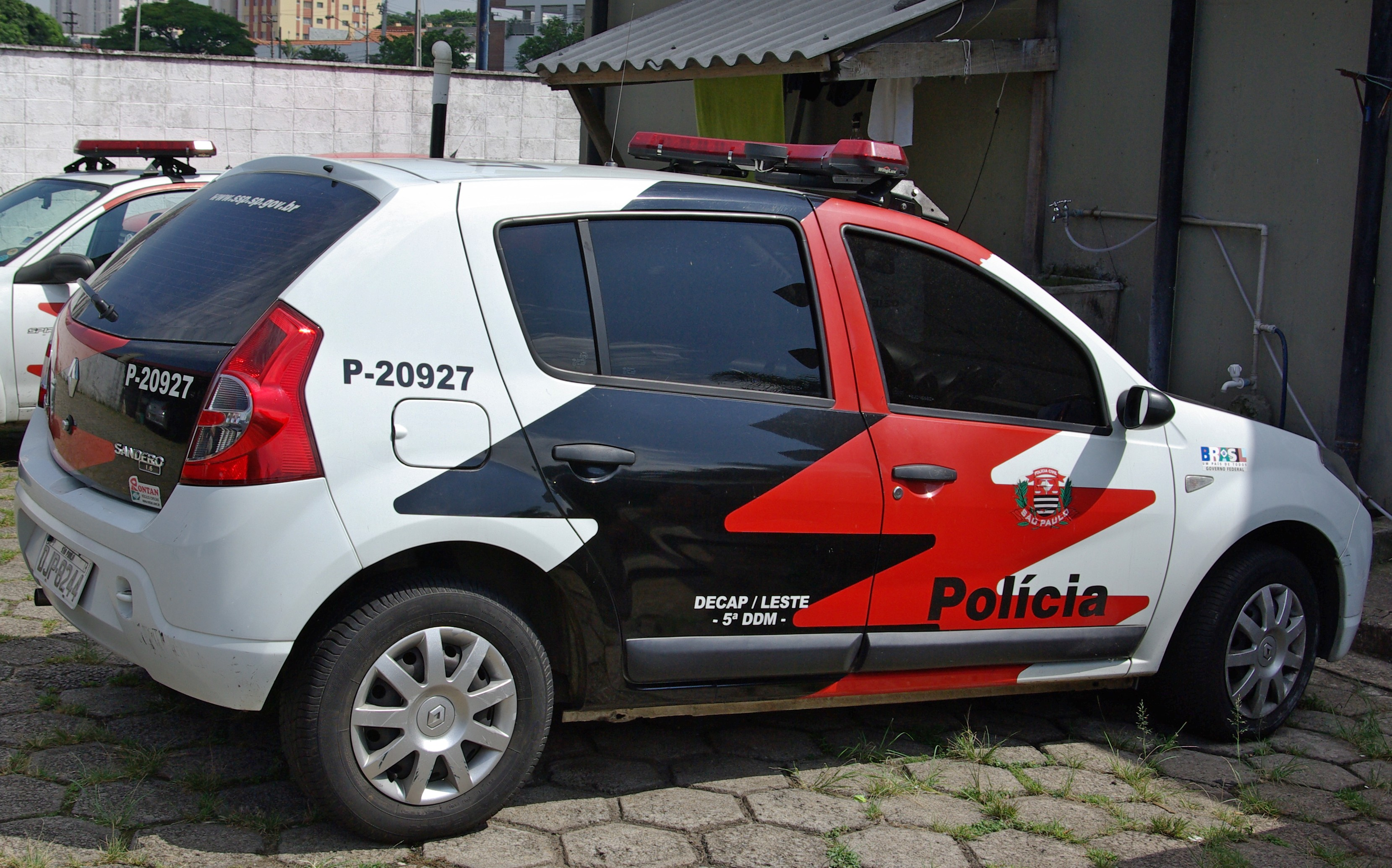
Viatura da Polícia Civil

Este importante dispositivo regulamentar consagrou a divisão das funções policiais em polícia administrativa e polícia judiciária, por elas responsabilizando, segundo a sua jurisdição e em conformidade com as leis vigentes na época, as seguintes autoridades:
- Ministro da Justiça: chefe maior e centro da administração policial do Império;
- Presidentes de Província: encarregados de manter a segurança e tranquilidade públicas no território da Província do Império;
- Chefes de Polícia do Município da Corte e Chefes de Polícia das Capitais das Províncias;
- Delegados e Subdelegados nos seus distritos policiais e respectivas jurisdições;
- Juízes Municipais, nas respectivas ações;
- Juízes de paz, nos seus distritos;
- Inspetores de Quarteirão, nos seus quarteirões.

Da aplicação do Regulamento nº 120/1841 em São Paulo, nasceu a Polícia Civil junto à Secretaria dos Negócios da Justiça, sendo o primeiro chefe de polícia o Conselheiro Rodrigo Antonio Monteiro de Barros.
No mesmo período imperial a Lei nº 2.033, de 20 de setembro de 1871, cria o Inquérito Policial e separa a função judicante da policial, estabelecendo uma linha divisória entre justiça e polícia, cujas jurisdições vinham confundidas desde épocas remotas.

### Regime republicano

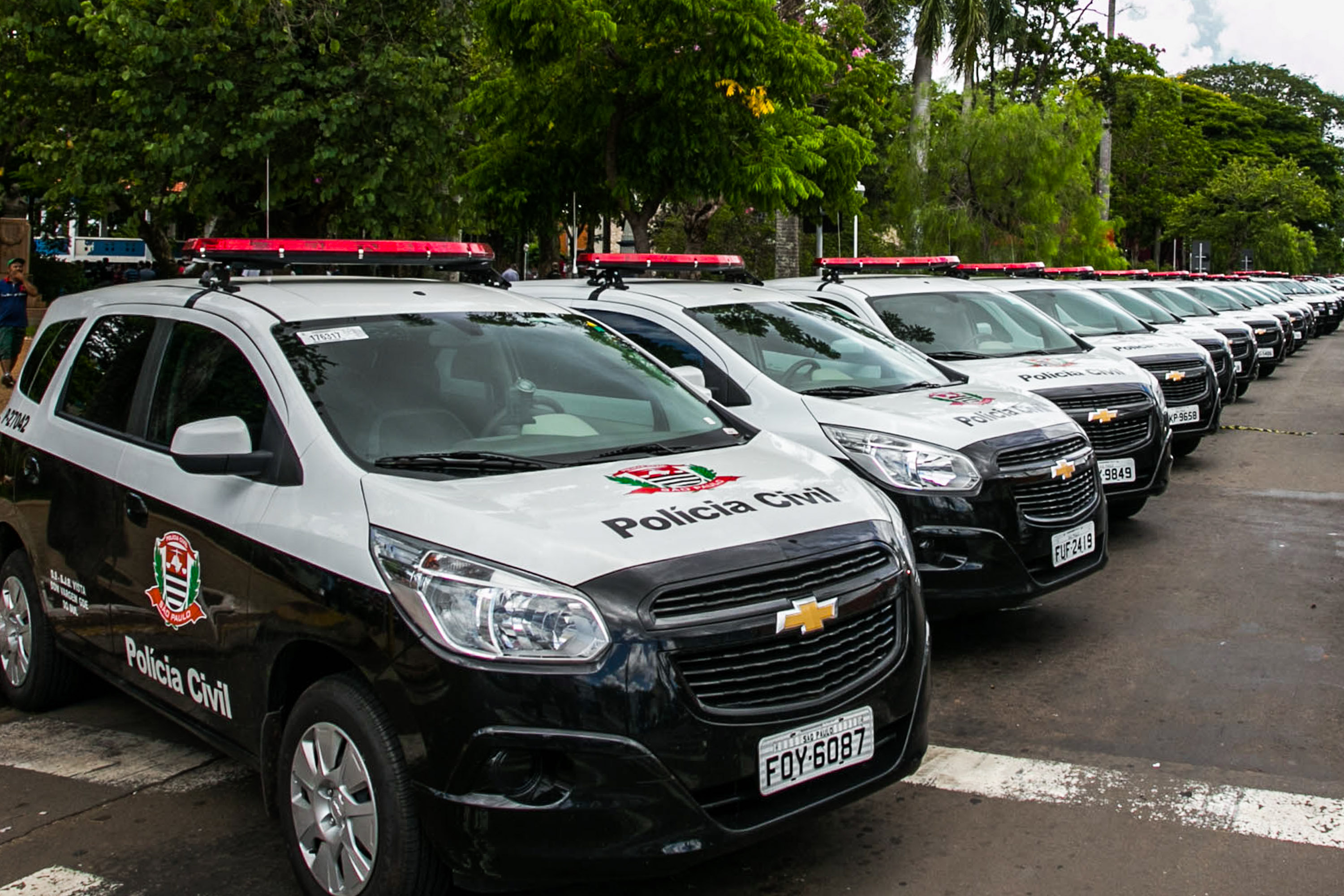
Viaturas da Polícia Civil

A mudança do regime político em 15 de novembro de 1889, transformando a Província de São Paulo em Estado, deu ensejo que o progresso bafejasse os quadrantes do território paulista, trazendo nova visão para os assuntos de estado, inclusive para os negócios da segurança pública.
No período republicano, o 1º Chefe de Polícia de São Paulo, Bernardino de Campos, reorganizou a Repartição Central de Polícia, criando a Seção Judiciária e a Seção Médica (perícia), se desdobrando na luta contra o crime e em favor da tranquilidade pública. A polícia paulista foi se desenvolvendo, crescendo de acordo com as necessidades do maior Estado da Federação. É do período republicano a criação da polícia de carreira, a organização da Escola de Polícia, a multiplicação das delegacias policiais distritais e especializadas, ampliando-se a linha de defesa no combate ao crime.
Foi a Polícia Civil de São Paulo que inaugurou o primeiro serviço de Rádio Patrulha do país, além de ter possuído integração salutar com uma modelar corporação de policia civil uniformizada chamada Guarda Civil.
O trabalho competente do primeiro Chefe de Polícia, Dr. Bernardino de Campos, desenvolvendo a Seção Médica intimamente ligada ao trabalho da Seção Judiciária, em reconhecimento ao grande valor do trabalho conjunto da investigação com a perícia, hoje, consagrou-se pelo princípio da "indivisibilidade da investigação criminal".
A partir da promulgação da Constituição Federal de 1988, a Polícia Civil, reconhecida como instituição constitucional, passou a ser dirigida por delegados de polícia de carreira.

## Estrutura básica
Órgão de Direção
- DGP - Delegacia-Geral de Polícia

Órgão Consultivo
- CPC - Conselho da Polícia Civil

Órgãos de Apoio

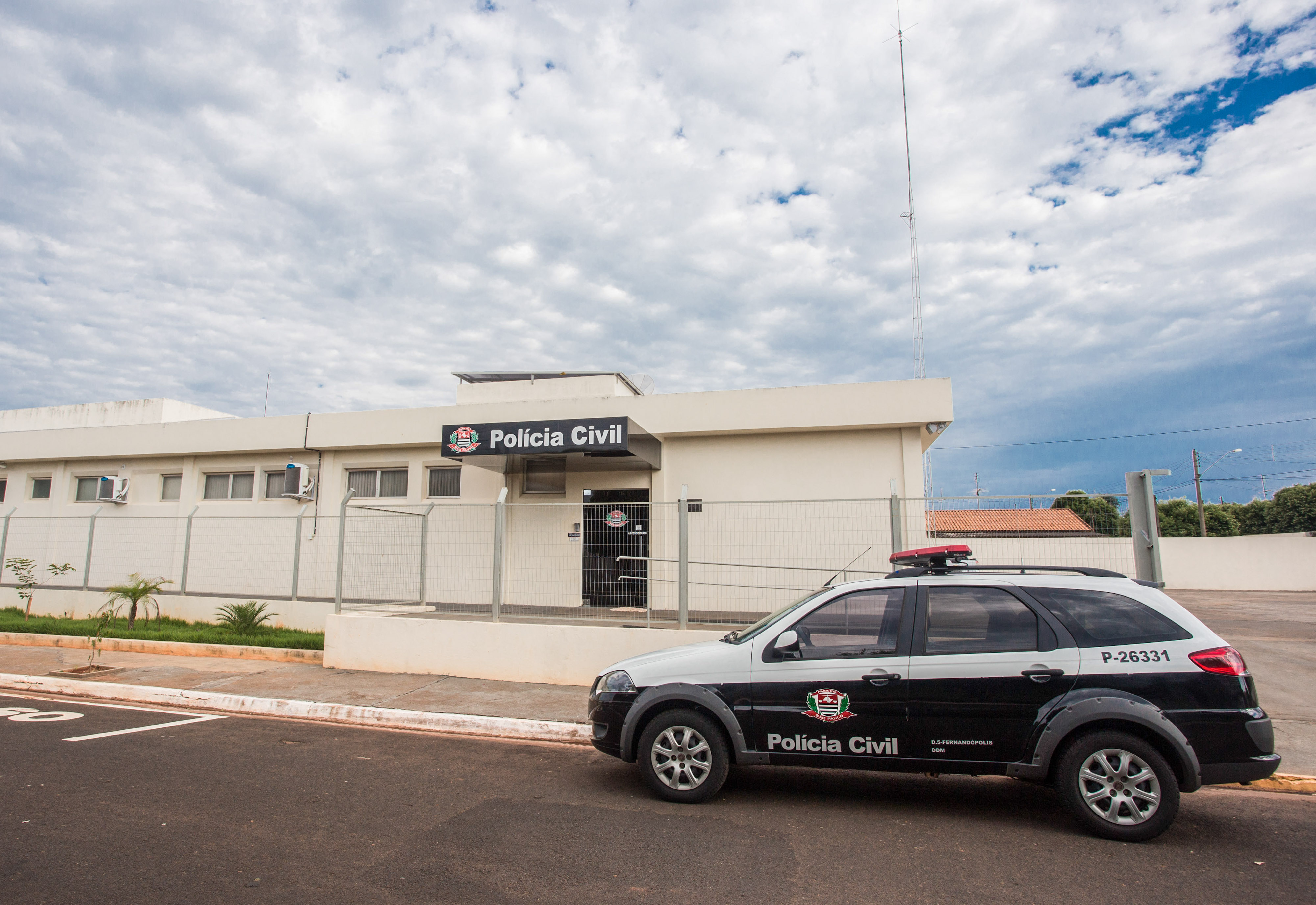
Polícia Civil em Populina

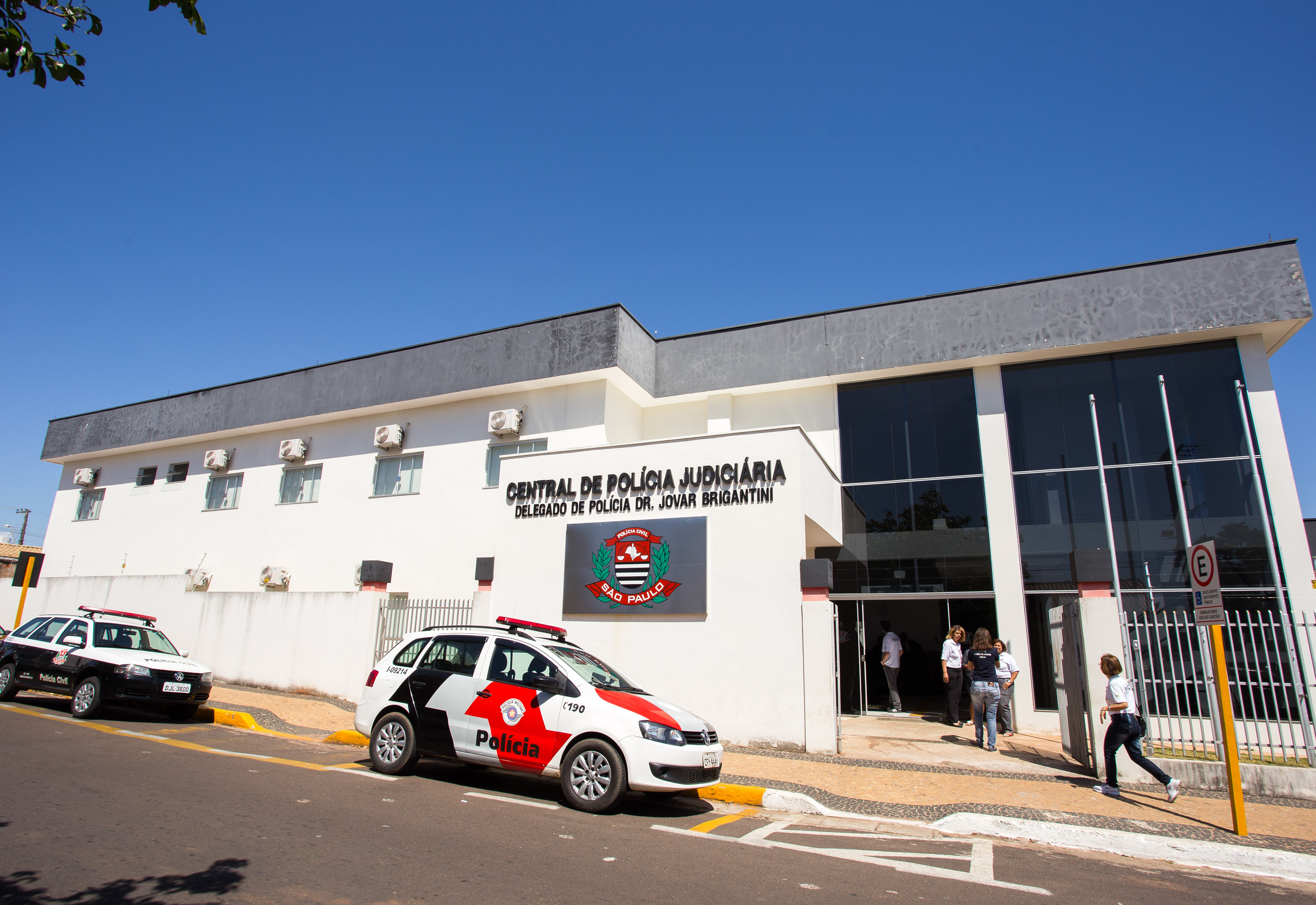
Central de Polícia Judiciária (CPJ) de Tupã

- DGPAD - Delegacia-Geral de Polícia Adjunta;
- DAP   - Departamento de Administração e Planejamento;
- DIPOL - Departamento de Inteligência da Polícia Civil.
  - IIRGD - Instituto de Identificação "Ricardo Gumbleton Daunt"

Órgão de Apoio e Execução
- DOPE - Departamento de Operações Policiais Estratégicas.
- CORREGEDORIA - Corregedoria Geral da Polícia Civil.

Órgãos de Apoio aos de Execução

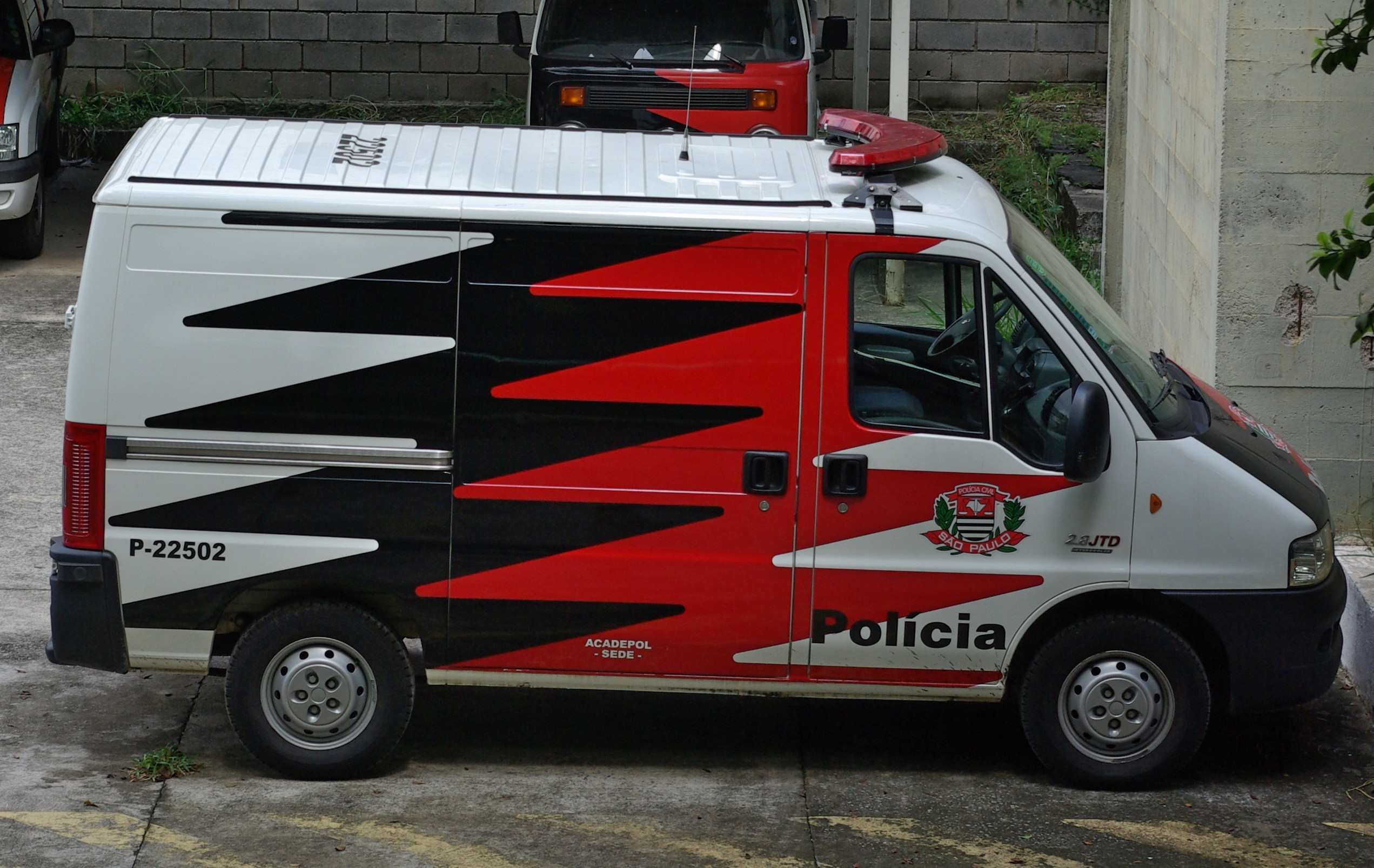
Furgão da Acadepol

- ACADEPOL - Academia de Polícia "Dr. Coriolano Nogueira Cobra"

Órgãos de Execução de Polícia Especializada
- DEIC  -  Departamento Estadual de Investigações Criminais
- DENARC -  Departamento Estadual de Prevenção e Repressão ao Narcotráfico
- DHPP -  Departamento de Homicídios e de Proteção à Pessoa
- DPPC - Departamento de Polícia de Proteção à Cidadania
- DOPE - Departamento de Operações Policiais Estratégicas

Órgãos de Execução de Polícia Territorial
- DEINTER - Departamento de Polícia Judiciária de São Paulo Interior 
  - DEINTER 1 - São José dos Campos
  - DEINTER 2 - Campinas
  - DEINTER 3 - Ribeirão Preto
  - DEINTER 4 - Bauru
  - DEINTER 5 - São José do Rio Preto
  - DEINTER 6 - Santos
  - DEINTER 7 - Sorocaba
  - DEINTER 8 - Presidente Prudente
  - DEINTER 9 - Piracicaba
  - DEINTER 10 - Araçatuba
  - DEMACRO -  Departamento de Polícia Judiciária da Macro São Paulo
- DECAP -  Departamento de Polícia Judiciária da Capital[5]

### Delegacias especializadas e Grupos especiais
Dentre as delegacias especializadas e Grupos especiais destacam-se aqueles que integram as estruturas do Departamento de Narcóticos (DENARC) e do Departamento de Homicídios e Proteção à Pessoa (DHPP), Departamentos estadual de investigações Criminais (DEIC), Departamento de policia de proteção a cidadania (DPPC), Departamento de Operações especiais estratégicas (DOPE)
Atuando enquanto polícia especializada estão, entre outros a Divisão Anti-Sequestro (DAS-DOPE), o Grupo Armado de Repressão a Roubos (GARRA-DOPE), o Grupo Especial de Reação (GER-DOPE)], o Grupo de Operações Especiais (GOE-DEINTERS) 
Subordinado ao DOPE, está o Serviço Aerotático (SAT-DOPE). Em 14 de agosto a unidade completou 27 anos nos céus de São Paulo, aliando tradição e tecnologia e se destacando no cenário nacional quando o assunto é serviço aéreo de segurança.

## Delegacias Seccionais
As Delegacias Seccionais de Polícia são os órgãos de controle direto das unidades de polícia territorial (aquelas que atendem a população e onde se registram e investigam as ocorrências em geral, de acordo com o local onde as mesmas se deram), estando vinculadas aos Departamentos de Polícia Territorial: DECAP (8 Seccionais de Polícia na Capital), DEMACRO (Delegacia Seccional Taboão da Serra) - (Delegacia Seccional Osasco) - (Delegacia Seccional Carapicuíba) - (Delegacia Seccional Franco da Rocha) - (Delegacia Seccional Guarulhos) - (Delegacia Seccional Mogi das Cruzes) - (Delegacia Seccional Santo André) - (Delegacia Seccional Diadema) - (Delegacia Seccional São Bernardo do Campo) e 10 (dez)DEINTERs. Na grande São Paulo as Seccionais do Demacro contam também com delegacias especializadas e Grupos do Garra e no interior os Deinters contam também com delegacias especializadas e grupos do Garra ou Goe.

## Planos de carreira
As Polícias Civis do Brasil assim como a Polícia Federal são de Investigação e têm 3 Carreiras Judiciárias: Agente, Delegado e Escrivão; bem como as Carreiras Técnico Científica: Perito e Médico legista.
A Polícia Civil do Estado de São Paulo dispõe de várias carreiras policiais, mas todas com atividade fim que é a investigação.

### Cargos de Investigação Criminal
- Delegado de Polícia: é o Chefe de Polícia, comanda investigações e inquéritos em delegacias e demais unidades especializadas, registra ocorrência policiais. O requisito para ingresso na carreira é diploma de nível superior em Direito, além de 2 anos de atividade jurídica ou 2 anos de efetivo exercício em outro cargo de natureza policial civil. A carreira possui 3.443 integrantes (8,5% do total) e seu ocupante pode ocupar em nível máximo o cargo de Delegado Geral de Polícia.

- Médico Legista: realiza investigações periciais em pessoas vivas ou mortas, determinar se foram vítimas de crime, acidente ou outro infausto. O requisito para ingresso na carreira é diploma de nível superior em Medicina. A carreira possui 573 integrantes (1,4% do total) e seu ocupante pode ocupar em nível máximo o cargo de Superintendente da Polícia Técnico-Científica.

- Perito Criminal: realiza investigações periciais em locais de crimes e objetos. O requisito para ingresso na carreira é diploma de nível superior em qualquer área, desde que compatível com as atribuições do cargo. A carreira possui 1.177 integrantes (2,9% do total) e seu ocupante pode ocupar em nível máximo o cargo de Superintendente da Polícia Técnico-Científica.

- Investigador Policial: realiza investigações sobre crimes e contravenções penais. O requisito para ingresso na carreira é diploma de nível superior em qualquer área. É a carreira policial com o maior número de integrantes (11.957 ou 29,4% do total) e seu ocupante pode ocupar em nível máximo a função de Investigador de Polícia Chefe.

- Escrivão de Polícia: realiza investigações por meio de inquérito policial e registros de ocorrência, por competência, conduz inquéritos policiais e outros documentos regulares, secretariando Delegados de Polícia. O requisito para ingresso na carreira nível superior em qualquer área. A carreira possui 8.912 integrantes (21,9% do total) e seu ocupante pode ocupar em nível máximo a função de Escrivão de Polícia Chefe.

- Agente Policial: realiza investigações sobre crimes e contravenções. A principal diferença entre o agente e o investigador, respectivamente, é que o primeiro é um cargo que tem como exigência apenas o nível médio de escolaridade, o segundo, exige que o candidato possua nível superior em qualquer área para poder se candidatar. O requisito para ingresso na carreira é certificado de conclusão de ensino médio, possuir CNH categoria D. Conforme a Lei Complementar nº 1.339 de 09 de março de 2019. nos termos dos artigos 41, p. 3° e 48, inciso X, da Constituição Federal e do artigo 19, inciso III, da Constituição do Estado de São Paulo os Carcereiros da Polícia Civil passaram a integrar a carreira de Agente Policial. A carreira possui 2.938 integrantes (7,2% do total) e seu ocupante pode ocupar em nível máximo a função de Chefe de Seção ou Equipe.

- Papiloscopista Policial: realiza investigações de identificação civil e criminal, através da classificação, análise e comparação de impressões dígito-papilares e realiza também a comparação técnica de outras impressões papilares. O requisito para ingresso na carreira é certificado de conclusão de ensino médio. A carreira possui 713 integrantes, que podem ocupar em nível máximo a função de Chefe de Seção ou Equipe.

- Agente de telecomunicações: trabalha com os meios eletrônicos de comunicação da Polícia Civil, sobretudo rádios e, modernamente, dedica-se também à Informática, em especial à Intranet (parte da Internet exclusiva da Polícia Civil). O requisito para ingresso na carreira é certificado de conclusão de ensino médio. A carreira possui 2.431 integrantes (6% do total) e seu ocupante pode ocupar em nível máximo a função de Chefe de Seção ou Equipe

- Fotógrafo técnico-pericial: fotografa locais de crimes ou desastres, objetos a eles relacionados, vítimas de crimes e criminosos, conforme a necessidade de cada caso. O requisito para ingresso na carreira é certificado de conclusão de ensino médio. A carreira possui 724 integrantes (1,8% do total) e seu ocupante pode ocupar em nível máximo a função de Chefe de Seção ou Equipe.

- Auxiliar de necrópsia: prepara a realização de investigações em cadáveres em auxilio ao Médico Legista. O requisito para ingresso na carreira é certificado de conclusão de ensino médio. A carreira possui 334 integrantes (0,8% do total) e seu ocupante pode ocupar em nível máximo a função de Chefe de Seção ou Equipe.

- Desenhista técnico-pericial: elabora croquis de locais de crimes ou desastres e objetos a eles relacionados, conforme a necessidade de cada caso, além de elaborar, também, os retratos-falados para identificação de suspeitos. O requisito para ingresso na carreira é certificado de conclusão de ensino médio. É a carreira policial com o menor número de integrantes (198 ou 0,5% do total) e seu ocupante pode ocupar em nível máximo a função de Chefe de Seção ou Equipe.

- Carcereiro Policial: realizava investigações da vida pregressa e confirmação da pessoa presa. Extinto pelo Decreto nº 59.957 de 13 de dezembro de 2013, os integrantes foram aproveitados na carreira de Agente Policial, conforme Lei Complementar nº 1.339 de 09 de março de 2019[6], nos termos dos artigos 41, p. 3° e 48, inciso X, da Constituição Federal[7] e do artigo 19, inciso III, da Constituição do Estado de São Paulo[8]. O requisito para ingresso na carreira é certificado de conclusão de ensino médio. A carreira contava com 5.379 integrantes (13,2% do total) e seu ocupante pode ocupar em nível máximo a função de Chefe de Seção ou Equipe.

- Atendente de Necrotério: realiza funções genéricas nos necrotérios do Instituto Médico-Legal, podendo remover cadáveres de locais de crimes, desastres ou abandonados. O requisito para ingresso na carreira é certificado de conclusão de ensino médio. A carreira possui 405 integrantes (1% do total) e seu ocupante pode ocupar em nível máximo a função de Chefe de Seção ou Equipe.

- Auxiliar de papiloscopista: o Projeto de Lei Complementar nº 33/19, o Auxiliar de Papiloscopista Policial voltará à sua nomenclatura de origem. O Datiloscopista Policial tem as seguintes atribuições: coleta de impressões papilares e registro em impressos próprios, bem como de dados qualificativos; registro em planilhas da qualificação de dados corporais e sinais particulares; tomada de impressões digitais em fichas datiloscópicas para fins de identificação. O requisito para ingresso na carreira é certificado de conclusão de ensino médio. A carreira possui 1005 integrantes, que podem ocupar em nível máximo a função de Chefe de Seção ou Equipe.

As carreiras de Médico Legista, Perito Criminal, Fotógrafo Técnico-Pericial, Auxiliar de Necrópsia, Desenhista Técnico-Pericial e Atendente de Necrotério Policial são ainda pertencentes ao quadro funcional da Polícia Civil, embora estejam a serviço da Superintendência da Polícia Técnico Científica, órgão pericial desvinculado por lei complementar de 1994.
Na Polícia Civil, assim como na Polícia Federal e na maioria das Polícias Judiciárias não existe verticalidade nas promoções dentro das carreiras, apenas horizontalidade (diferente do que ocorre na Polícia Militar) e Exército Brasileiro, ou seja, os Militares podem ingressar como Soldado e ser promovido até o posto de Subtenente; ou entrar como Aspirante-a-Oficial e chegar a Coronel ou General.
Assim sendo, a única progressão que existe é dentro das Classes de uma mesma carreira, sendo que um novato ingressa na 3ª Classe, depois progride para a 2ª, a 1ª e, finalmente, para a Classe Especial. Em suma, as únicas diferenças entre, por exemplo, um Escrivão de 3ª Classe e um de Classe Especial são o salário e a primazia para ocupar postos de chefia. Os integrantes da 3ª Classe ainda não são considerados efetivos e só adquirem estabilidade após 3 (três) anos de efetivo exercício (os 1095 dias do Estágio Probatório). A Lei Complementar nº 1.151, de 25 de outubro de 2011 dispõe sobre a reestruturação das carreiras de policiais civis, do Quadro da Secretaria da Segurança Pública do Estado de São Paulo, e dá providências correlatas.
- Oficial Administrativo: O único cargo Tecnico administrativo existente atualmente na Polícia Civil do Estado de São Paulo é o de Oficial Administrativo. Estes são funcionários efetivos, regidos pela Lei Complementar 1080/08[10], que exercem funções internas e externas de Apoio às atividades Policiais, em todo tipo de unidade policial, Delegacias Departamentos  e demais DIVISOES da Policia Civil, e da SPTC IC IMLs há um plano de carreira para esse cargo,que´esta  em andamento  Este cargo é semelhante ao do Agente Administrativo da Polícia Federal.

As Polícias Civil e Federal exercem a função de Investigação Criminal, respectivamente, nos âmbitos Estadual e Federal. Porquanto, a Polícia Militar e as Forças Armadas Militares exercem a função Prevenção e Repressão Criminal, respectivamente, Estadual e Federalmente.